# Bitka za Fort Lee
Bitka za Fort Lee 19. novembra 1776 je zaznamovala uspešno invazijo britanskih in hessenskih sil na New Jersey ter kasnejši splošni umik kontinentalne vojske med ameriško revolucionarno vojno, ko so Britanci zavzeli trdnjavo Fort Lee, ki je zapirala pot po reki Hudson navzgor.

### Ozadje
Šestnajstletni sin Petra Bourdetta, prav tako Peter, je nudil pomoč z neposredno uporabo izkrcanja. V tednu dni pred evakuacijo Fort Leeja je veslal naprej in nazaj čez reko in zbiral informacije za generala Washingtona o predvidenih premikih britanskih sil. Že dolgo po temi v noči pred bitko za New York pri Fort Washingtonu so Georgea Washingtona z čolnom prepeljali iz Burdett's Landinga na sredino reke Hudson River na strateški sestanek s svojimi višjimi častniki, ki so bili zadolženi za New York in so mu veslali naproti. 16. novembra 1776 je George Washington opazoval bitko za New York z druge strani reke, na pečini Fort Lee, nad Burdett's Landing.

### Britanska invazija
Fort Lee je bil brez obrambe, potem ko so bile 16. novembra 1776 čete kontinentalne vojske, ki so držale Fort Washington poražene in zajete. Kraljeva mornarica je nadzorovala reko Hudson. General William Howe je ukazal Charlesu Cornwallisu, naj "brez večjega spopada in hitro, preden se vreme spremeni, odstrani uporniške čete iz New Jerseyja."
Sila je vključevala enote hesseških najemnikov pod poveljstvom polkovnika Carla von Donopa. Invazija na New Jersey se je začela v noči 19. novembra, ko je bilo 5.000 britanskih vojakov prepeljanih čez Hudson na čolnih. Britanski vojaški poveljnik lord Cornwallis je 20. novembra 1776 izkrcal enoto med 2.500 in 5.000 vojaki na mestu, ki je bilo včasih znano kot "Lower Closter Landing", kasneje znano kot Huyler's Landing ali "Huyler's".
Da bi po porazu upornikov v bitki za Brooklyn in bitki za utrdbo Washington postavil zasedo za Washingtona in zatrl upor, je Cornwallis svoje može po grobi poti popeljal po pečinah Palisades in proti jugu skozi Severno dolino. Dolgo časa se je zmotno domnevalo, da se je izkrcanje zgodilo pri pristanišču Closter Landing v Alpineu, takrat znanem kot "Upper Closter Landing", danes pa je tam tudi alpski bazen za čolne in območje za piknik. Dejanska pot, ki so jo uporabljali Britanci, je kasneje postala cesta, po kateri so kmetijsko blago iz Severne doline prevažali do pomola na ravni reke ("Huyler's"), kjer so bile do poznega 20. stoletja tudi stavbe.  Pot v parku sledi stari kmečki cesti od Shore Trail na dnu do vrha, kjer se poveže z Long Path.
George Washington in Nathanael Greene sta zjutraj 20. novembra 1776 hitro ukazala evakuacijo utrdbe.

### Ameriški umik
Vojaki so se nato začeli naglo umikati proti zahodu in prečkali reko Hackensack pri pristanišču New Bridge Landing in reko Passaic pri mostu Acquackanonk pri mostu Gregory Avenue Bridge.
Med Washingtonovim umikom, ki se je začel vzdolž ceste, ki je danes glavna ulica, Thomas Paine je v Filadelfiji napisal in objavil svojo brošuro »Ameriška kriza«, ki se je začela z znamenito frazo »To so časi, ki preizkušajo človeške duše«.